# Wellington Marist
Wellington Marist Association Football Club is een Nieuw-Zeelandse voetbalclub uit Wellington. De club is in 1896 opgericht. De thuiswedstrijden worden in het Kilbirnie Park gespeeld. De clubkleuren zijn geel-blauw.

## Gewonnen prijzen
- Chatham Cup
  - Winnaar (2): 1932, 1946
  - Runner up (1): 1945